# Jenggot (Mekar Baru)
Jenggot is een bestuurslaag in het regentschap Tangerang van de provincie Banten, Indonesië. Jenggot telt 5320 inwoners (volkstelling 2010).